# Josef Podstata mladší
Josef Podstata (* 23. října 1962 Olomouc) je český podnikatel a manažer, od roku 2013 ředitel Českého rozhlasu Ostrava a Českého rozhlasu Olomouc, od roku 2023 také ředitel Českého rozhlasu Brno a Českého rozhlasu Zlín.

## Život
Nejprve studoval na Lékařské fakultě Univerzity Palackého, kde získal titul MUDr. Poté na Univerzitě Palackého vystudoval rovněž ekonomii, přičemž tak získal rovněž magisterský titul. V letech 1987 až 1992 se věnoval lékařské praxi (lékařem byl totiž také jeho otec Josef Podstata starší).

## Kariéra
Přes dvacet let působil jako manažer v různých regionálních médiích, když byl ředitelem Hanáckých novin nebo působil v Deníku a Radiu Sprint. Působil také jako předseda představenstva Moravskoslezského dne.
Do srpna 2009 byl vedoucím vydavatelství Vltava-Labe-Press, v lednu 2010 se stal ředitelem Moravského divadla Olomouc. Ve funkci skončil v září 2013, přičemž v říjnu 2013 se stal regionálním ředitelem Českého rozhlasu Ostrava a Českého rozhlasu Olomouc. V červenci 2023 se zároveň stal ředitelem Českého rozhlasu Brno a Českého rozhlasu Zlín, když ve funkci nahradil Hanu Ondryášovou.
V rámci svých podnikatelských aktivit v Olomouci založil komerční rozhlasovou stanici Radio Hity a uměleckou agenturu. Ve volném čase je aktivní na poli hudební scény, v minulosti působil jako manažer kapely Mňága a Žďorp a spoluzakládal hudební klub U-klub.